# Messerschmitt P.1101
Messerschmitt P.1101 es el nombre dado a un desarrollo alemán de la Segunda Guerra Mundial de un avión monoplaza, de una sola turbina en respuesta al Programa urgente de cazas (Jägernotprogramm), del cual se esperaba que se desarrollara la segunda generación de reactores del Tercer Reich. Una característica del prototipo del Me P.1101 era el ángulo de sus alas, que podía ser cambiado antes del vuelo, haciendo de este modelo el ancestro de modelos de ala de geometría variable.

## Historia

### Desarrollo inicial
Las características para el Caza urgente fueron desarrolladas en nueve días a partir del 17 de julio de 1944, sobre la base de un diseño anterior de Messerschmitt para el P.1101. El avión desarrollado primariamente tenía un fuselaje más corto y ancho, tren de aterrizaje triciclo y alas montadas en la mitad de este en un ángulo en flecha de 40° y 25º hacia abajo. Un único motor Heinkel He S 011 iba a ser montado internamente en el fuselaje, con aspiración de aire a partir de dos ductos colocados a cada lado de la cabina. La cola tenía una configuración en "V" y estaba colocada sobre y después de la salida de los gases, mientras que la cubierta de la carlinga iba arriba y la cabina se integraba a la proa del fuselaje.
A finales de 1944, el diseño en el papel había sufrido una pequeña evolución, con un fuselaje más largo y adelgazado y con un cono de nariz colocado en la parte delantera de la cabina. El ala de doble ángulo fue abandonado en favor del diseño del ala del Me-262, ya desarrollado. El diseño nuevamente fue modificado antes de la prueba del túnel de viento. Este diseño final fue remitido al departamento de diseño el 10 de noviembre de 1944 y la selección de materiales para la producción comenzó el 4 de diciembre de ese año.

### Producción del prototipo
El empeoramiento de la guerra para los alemanes, condujo a la construcción de un prototipo a escala completa en paralelo con el desarrollo de los cálculos necesarios y con la obtención de componentes como las alas, tren de aterrizaje y componentes del fuselaje, que eran sacados desde donde era posible. También se intentó para los vuelos de prueba que fueran hechos con las alas a 35° y a 45° de inclinación hacia atrás. La producción del prototipo V1 empezó en el complejo bávaro de la Messerschmitt Oberammergau, con un primer vuelo esperado para junio de 1945. 
El prototipo Me P-1101 V1 era de fuselaje de duraluminio, reteniendo la superficie del ala de un Me-262 y, como se mencionó previamente, la variabilidad del ala debía ajustarse en tierra a 30, 40 y 45 grados, permitiendo el desarrollo posterior de las alas de geometría variable ya en vuelo. La tomas de aire en tándem de los modelos preliminares fueron reemplazadas después por una sola toma en la proa. La cubierta de la carlinga, por su parte, se volvió de "burbuja", lo cual era mejor que la carlinga integrada de los proyectos iniciales. El prototipo de producción también incorporó un diseño posterior en "T" más convencional, construido en madera y unido al resto del fuselaje. El tren de aterrizaje retráctil consistía en una rueda de nariz, amortiguada y retraíble hacia atrás, y el tren principal fijo cerca de la raíz alar, también retraíble hacia atrás. El prototipo fue motorizado con un Jumo 004B jet, el cual podría ser rápidamente reemplazado por el más potente He S 011 en las versiones de producción posteriores. Además, los modelos de producción tendrían cabina presurizada y blindada.

### Postguerra
Cuando la infantería estadounidense descubrió el complejo Oberammergau, el 29 de abril de 1945, el prototipo V1 estaba completo en un 80%. El modelo fue sacado desde el túnel donde estaba escondido y todos los documentos asociados fueron recuperados. Hubo reuniones entre el jefe de diseño de la Messerschmitt Woldemar Voight y Robert J. Woods de Bell Aircraft con el fin de completar el Me P-1101 V1 en junio de 1945, pero esto fue bloqueado por la destrucción de algunos documentos relevantes y la negación de los franceses de entregar la mayor parte de los diseños claves que habían obtenido al llegar antes que los norteamericanos al área. El prototipo fue finalmente embarcado hacia Bell Aircraft Works en Buffalo, Nueva York, en 1948, con un daño suplementario, ya que el avión se cayó del camión de carga. Este daño hizo que fuera imposible repararlo, por lo que el diseño del Me P-1101 y sus componentes fueron usados por Bell como base para el Bell X-5, el cual fue el primer avión capaz de cambiar la geometría de sus alas en vuelo y que tenía un parecido enorme con el Me P-1101. Trágicamente, los remanentes del P.1101 fueron destruidos en los años 50. Sin embargo, su legado en alas de geometría variable se ve hasta ahora.

## Especificaciones (Me P-1101 V1)

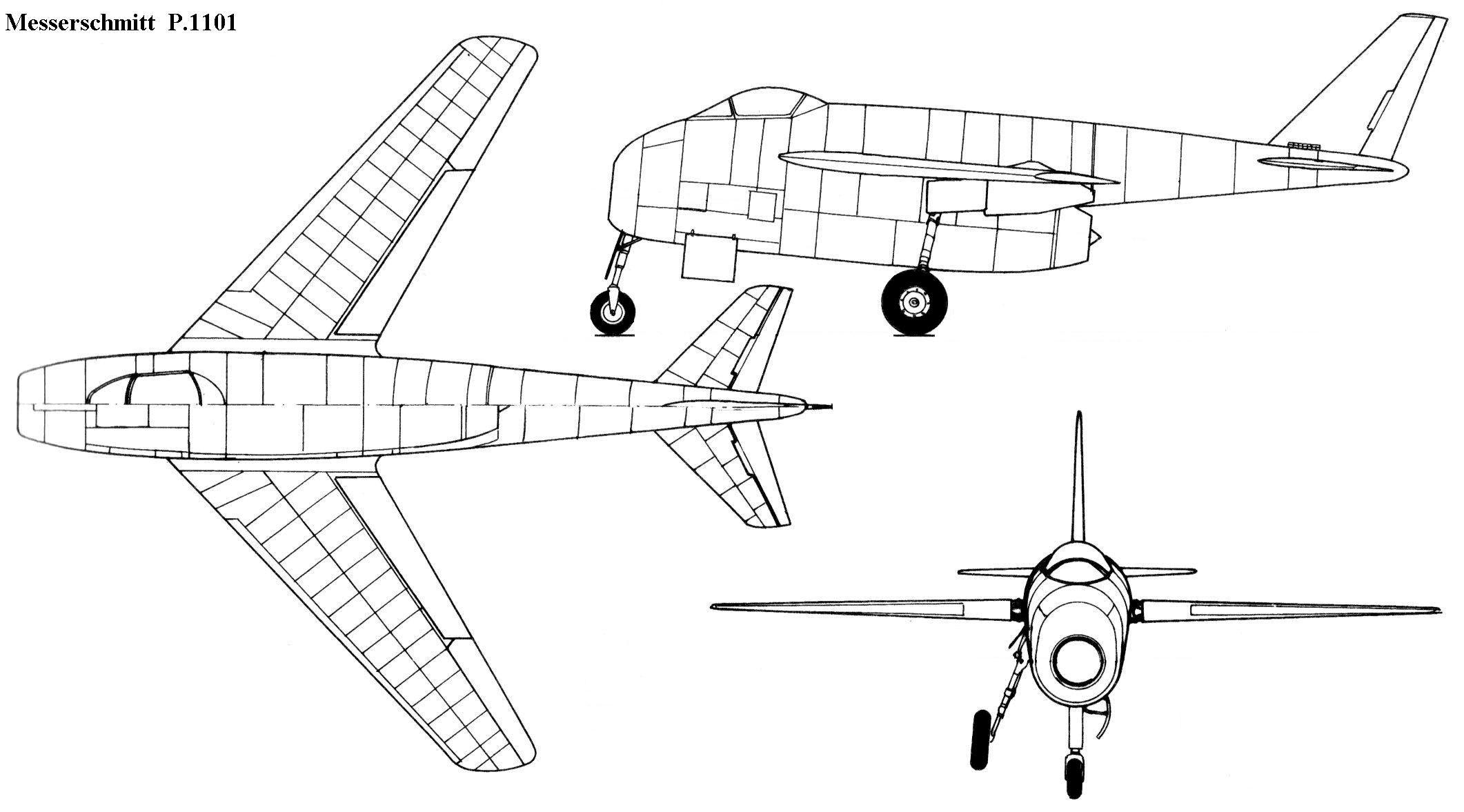
Messerschmitt P.1101

### Características generales
- Tripulación: 1
- Longitud: 9 m (29,5 ft)
- Envergadura: 8,1 m (26,4 ft)
- Altura: 3,5 m (11,5 ft)
- Superficie alar: 13,6 m² (146,4 ft²)
- Peso vacío: 2594 kg (5717,2 lb)
- Peso cargado: 4064 kg (8957,1 lb)
- Peso útil: Combustible: 1250 kg/1432 L
- Peso máximo al despegue: 4500 kg (9918 lb)
- Planta motriz: 1× Turborreactor Jumo 004 B.

### Rendimiento
- Velocidad máxima operativa (Vno): 985 km/h (612 MPH; 532 kt)
- Alcance: 1500 km (810 nmi; 932 mi)
- Techo de vuelo: 12 000 m (39 370 ft)
- Régimen de ascenso: 22,2 m/s (4370 ft/min)
- Carga alar: 296,5 kg/m² (60,7 lb/ft²)

### Armamento
- Cañones: 4× cañones MK 108 de 30 mm.
- Misiles: 4x Ruhrstahl X-4

### Desarrollos relacionados
- Bell X-5
- Saab 29 Tunnan

### Listas relacionadas
- Anexo:Proyectos y prototipos de aeronaves de Alemania en la Segunda Guerra Mundial
- Anexo:Aeronaves militares de Alemania en la Segunda Guerra Mundial